# 上御殿遺跡
上御殿遺跡（かみごてんいせき）は、滋賀県高島市（旧安曇川町）三尾里に位置する縄文時代中期（約4000年前）から、弥生時代・古墳時代・奈良時代・平安時代・室町時代にかけての複合遺跡である。日本列島において初となる「双環柄頭短剣」（そうかんつかがしらたんけん）の鋳型が出土したことで知られる。隣接する遺跡として同市鴨（旧高島町）の天神畑遺跡（てんじんばたいせき）が知られる。

## 遺跡の概要と歴史
縄文時代早期から晩期にかけては、遺構や遺物の分布から、微高地上に集落が存在したことがわかった。
弥生時代中期から古墳時代初頭のいずれかの時期から石製の鋳型が出土した。類例のない注目すべき遺物とされる。鋳型に彫り込まれた双環柄頭短剣は、中国北方地域のオルドス式銅剣を意識しながら、日本列島の青銅器の文様などを取り入れたもので、技法にも在地にある技術が取り込まれていることがわかった。
古墳時代初頭から古墳時代前期は集落と墓域が確認でき、権力者の存在を示す大型の竪穴建物も含まれていた。古墳時代中期は5世紀後半の埴輪が出土し、有力な古墳の存在が明らかとなった。また、中期後半から後期前半の木棺墓からは勾玉やガラス小玉の装身具、鉄器が出土した。古墳時代後期は物資集積場や祭祀場、墓域が確認できた。物資集積場は河道に近く琵琶湖にも通じる環境であることから、港のような水陸交通の結節点に位置していたとみられる。出土した徳利形平底壺の存在から渡来人との関わりも想定される。
上御殿遺跡から鴨川を挟んだ南側に立地する鴨稲荷山古墳は、6世紀第2四半期に築造された滋賀県内を代表する古墳時代後期の首長墓であり継体天皇の擁立に深く関与した人物の墓とみられる。候補として継体天皇の后妃を輩出したこの地の有力豪族である三尾君氏が考えられている。物資集積場や祭祀場は6世紀中頃から7世紀初頭に渡り、この古墳に葬られた被葬者に続く首長によって営まれたとみられる。
奈良時代から平安時代初頭は倉庫群を確認し、河道からは祭祀に関わる遺物が出てきた。倉庫群は水陸交通に適した古墳時代後期の環境を引き継いで設けられたとみられる。2009年（平成21年）の調査では南端の5区から鉄鉱石集積遺構が確認されている。『続日本紀』の天平宝字6年（762年）2月甲戌条に「賜大師藤原恵美朝臣押勝近江国浅井高嶋二郡鉄穴各一処」とあり、藤原仲麻呂の高島郡の「鉄穴」と上御殿遺跡との関連性が指摘される。同年の記録には高島山から伐出した用材の漕運に使用された港として「小川津」という港が記される。「高島山作所」と「小川津」の候補地には上御殿遺跡の南側を流れる鴨川流域が挙げられている。
平安時代中葉から室町時代にかけては掘立柱建物や河道を確認した。2009年（平成21年）2011年（平成23年）の調査で確認した11世紀末から12世紀初頭の大型掘立柱建物により、有力者の存在が明らかになった。河道の状況から12世紀になると開発が大きく進む状況がわかった。12世紀までは人形代を使った祓の祭祀も行っていたとみられる。
14世紀から15世紀なると条里地割にそって河道や溝などの灌漑施設が造られるようになり、さらに開発が進む状況がわかった。
2024年（令和6年）10月から上御殿遺跡の発掘調査が行われた。この発掘調査で、弥生時代後期から3世紀を中心とする古墳時代前期までの約200年以上存続した集落の遺跡が発見され、この遺跡から北近畿の特徴を持つ土器、湖南地域の特徴を持つ土器、湖東地域でしか産出しない「湖東流紋岩」等が出土しており、琵琶湖の湖上、陸路を通じて他地域と交流していたことが分かった。この発見から当該集落は長い期間、水陸両方の交通要衝としての拠点であった事と考えられている。

## 出土品
2008年（平成20年）度から、公益財団法人滋賀県文化財保護協会では、高島市の上御殿遺跡の発掘調査を行っている。

### 双環柄頭短剣の石製鋳型
2013年（平成25年）度の調査は4月から実施しており、同年6月5日に日本国内初となる「双環柄頭短剣」（そうかんつかがしらたんけん）の鋳型が出土するなど貴重な成果が得られた。

#### 出土時期
今回出土した双環柄頭短剣の石製鋳型は、共伴遺物のない単独出土であり、時代・時期を決めるのは難しい。出土状況から縄文時代中期末から古墳時代中期までの間のものであることがわかる。オルドス式銅剣を参考しているとした場合、双環が独立している点で、双環が上部で繋がらないオルドス出土の町田分類VI型式C式（町田2006）のような銅剣を見本にしたと考えられ、戦国時代前期（紀元前5世紀から紀元前4世紀半ば）以降となる。
柄の文様と銅鐸の文様との比較から弥生時代中期から後期初頃、未使用の鋳型が2個1対で出土する点からは弥生時代中期後葉、鋳型に彫り込まれた剣の剣身の形状や厚さから鉄剣あるいは鉄剣形銅剣に近い点および河道内から出土している最も古い土器から考えれば古墳時代前期になるといえる。以上のことから時期の絞り込みを行うとすれば、弥生時代中期から古墳時代前期初頭のいずれかの時期といえる。

#### 銅剣の形状

オルドス式銅剣の分布（画像左上）

双環柄頭短剣と比べた場合、弥生時代の銅剣は剣身のみの別鋳式で、剣身は抉りや突起があり、形態的に大きな違いがある。一鋳式銅剣という点に着眼すれば北部九州で少数の出土例があり、剣身の形状や大きさに違いはあるが、柄頭に双環状を呈するという特徴も加えれば弥生時代中期前半の佐賀県唐津市柏崎遺跡の触角式有柄銅剣が鋳型に関連をうかがわせる。
さらに国外に目を広げれば、中国北方（河北省北部、北京北部、内蒙古中南部）の春秋戦国時代（紀元前770年から紀元前221年）のオルドス青銅短剣F類（高浜1982）、匕首形銅剣Ⅶ型（双鳥板柄銅剣・町田2006）と呼ばれる銅剣が一鋳式、双環、直刃、柄に文様をもつ点や全長が30センチメートル前後のものが多い点で類似する。また、同種の銅剣は日本列島や朝鮮半島からの出土はなく、鋳型とオルドス式銅剣を直接的に繋ぐ資料は現在のところ存在しない。
柄の文様から系譜についてみれば、綾杉文と複合鋸歯文の組み合わせという銅鐸や銅剣に使われる文様と共通する。銅剣では兵庫県南あわじ市の古津呂遺跡で複合鋸歯文と綾杉文が描かれている例がある。
双環柄頭短剣の彫り込みは、全体の雰囲気はオルドス式銅剣などに類似するが、細部においては違う点が多く、柄の文様は弥生時代の青銅と共通することから、オルドス式銅剣を想像しながら、日本列島の青銅器の文様等を取り入れたものということが、最も近いといえる。
また、鋳型側面の摺り切り技法や、双環が正円で、中心にコンパスの針孔のような痕跡があることから、玉造りに用いられる管錐技法等が用いられた可能性もあり、在地にある技術が取り込まれているといえる。
鋳型は使用されておらず、その理由は不明だが、出土時に柄の長さが鋳型上と鋳型下で違う点から、鋳型が未完成か失敗品の可能性もある。
上御殿遺跡出土短剣鋳型（かみごてんいせきしゅつどたんけんいがた）は2019年（令和元年）12月24日に滋賀県指定の有形文化財（美術工芸品）になっている。

### 大壁建物（大壁造り建物）跡の検出
2011年（平成23年）5月の天神畑遺跡の調査で幅60センチメートル程度の溝を方形に巡らせた遺構を並んで2基検出した。
1つは南北長11.6メートル、もう1つは12.6メートルで、ともに10メートル程度と推測される。
この遺構は現段階では、比較的細い柱を骨材とし、さらに、水平材や細い枝を絡めて網のように組み上げ（小舞）、それを両側から土で塗り固めて土壁とした建物と考えられる。構造・強度から土壁の厚さは十分に厚いものが考えられる。この場合、柱は塗り込められるので外からは柱の見えない大壁造りの建物となり、そのため、考古学上では同様の遺構をまとめて「大壁建物もしくは大壁造り建物」と呼ぶ。溝の中や柱の穴から出土した土器からこの建物の時期は古墳時代前期と考えられる。
2棟並んで検出されたが、それぞれ方向が少しずれており、また2棟が近接しすぎているため、同時期に建っていたものではなく、建て替えで位置をずらしたものと考えられる。それぞれの建物の新旧関係は現在のところ明らかではない。
大壁建物の検出例は比較的少なく、これまで滋賀県大津市の穴太（あのう）地区を中心に、近畿地方などでこれまで100例近くの遺構が見つかっている。これまでの検出例では奈良県の南郷柳原遺跡の古墳時代中期のものが最も古く、他の多くは古墳時代後期にほぼ集中している。
大壁建物が検出される遺跡は渡来人の痕跡が見られるところが多く、また、朝鮮半島でも検出例があるため、これらの大壁建物は渡来人によってもたらされた建築物のひとつと考えられている。高島市内でこれまでに大壁建物が検出された例はなく、2011年（平成23年）調査が初めての検出例となる。
当遺跡周辺は継体天皇（6世紀前半）とゆかりが深く、継体天皇の父、彦主人王（ひこうしのおう）の根拠地とされている。
2012年（平成24年）度の調査では、古墳時代前期から平安時代にかけての水辺の祭りに関する遺物が出土した。奈良時代から平安時代にかけての木製人形代が51点、木製馬形代が23点出土した。人形代は県内2番目の出土数で、馬形代は県内で最も多く出土している。

## 考証

### 鋳型の伝播ルート
双環柄頭短剣鋳型の発見によって、朝鮮半島から九州に伝わった文化とは違う系統の文化が日本にも伝わっていた可能性が強くなった。
この文化が九州を経由せずに日本海を通じて伝わったものかどうかは、今後の類似の出土品によって明らかにされるだろうと滋賀県文化財保護協会は考えている。

### 短剣の鋳型についての問題点
出土した鋳型について、鋳込みを行い製品を作るには多くの問題点が指摘された。
- （柄側を基準にした場合）短剣の中軸線が鋳型の上下ともずれている。

- 剣の先端が尖らず、幅広く終わっている。

- 鋳型上と鋳型下の柄の長さが違う。

- 短剣の彫り込みが非常に浅い。

などである。
考察として、
- 素材となる石材が限られており、摺り切り分割の際もしくは、それ以前に石材の破損があり、鋳型素材の下側が上側より狭くなり、狭くなった部分の中心に短剣を彫り込んだため、中軸線がずれたと思われる。

- 短剣を彫り込んだ後に、前項のように再び先端が剥落した可能性も考えられる。

- 2ミリメートル程度のズレがある。このズレに関しては、彫り込まれた短剣のモデルの1つの候補であるオルドス式銅剣で表裏のズレが生じているのもあることから、許容される範囲かもしれない（高濱2017）。

- 短剣の彫り込みの浅さは、この鋳型から製品を製作したと仮定した場合に出来上がる短剣の厚みは剣身で4ミリメートル、柄で3ミリメートルとなり、実用品としてはかなり薄い。剣身厚のみに着眼すれば滋賀県米原市の碇遺跡から出土した古墳時代前期の銅剣の剣身は約3ミリメートル（近江町教育委員会2001）なので、上御殿遺跡の鋳型から推定される剣身厚が4ミリメートルであっても問題はないと思われる。しかしながら、持ち手にあたる柄が剣身より薄い点は、通常の短剣ではあり得ないと考えられる。また、この柄の長さが8センチメートル前後と非常に短い点も実用品として問題があると思われる。手で握るとすれば、双環部分も握らなければならなく、非常に使いにくいものであったと考えられている。

これらの点を踏まえると、鋳型の製作の目的は
- 実用でない儀仗用の短剣を製作しようとした。

- 実用品を作るために彫り込みを行ったが、上手く出来ず失敗した。

- 短剣の鋳型の製作自体が目的であった。

の内のいずれかと考えられている。

## 伝承
遺跡名は、地名の字（あざ）から取られたものである。この付近には御殿の名を冠する地名が多く（上御殿、下御殿、御殿川）かつて継体天皇の宮殿がこの地に存在し、地名はこれに由来するという伝承がある。